# Associazione Calcio Siena 2008-2009
Questa voce raccoglie le informazioni riguardanti l'Associazione Calcio Siena nelle competizioni ufficiali della stagione 2008-2009.

## Stagione[1]
La stagione 2008-2009 è stata la 6ª stagione in Serie A del Siena, l'allenatore è Marco Giampaolo, il quale ha sostituito Mario Beretta.
In campionato la Robur inizia con una sconfitta per 1-0 a Bergamo, alla quale seguono una vittorie (contro il Cagliari) e due pareggi (contro Sampdoria e Lecce). Dopo una sconfitta per 2-1 contro l'Udinese, il Siena si risolleva battendo la Roma, alla quale però segue un'altra sconfitta, questa volta contro il Genoa. Dopo il pareggio contro il Catania e la sconfitta contro il Milan, i bianconeri tornano a vincere battendo per 1-0 la Fiorentina; vengono in seguito battuti a Roma dalla Lazio per 3-0, a cui seguono un pareggio (contro il Bologna) e due vittorie (contro Chievo e Torino). Dopo quattro sconfitte consecutive (contro Napoli, Palermo, Inter e Juventus) la Robur torna alla vittoria battendo per 1-0 la Reggina, terminando così il girone di andata. In quello di ritorno, dopo la vittoria contro l'Atalanta, il Siena subisce due sconfitte consecutive (contro Cagliari e Lecce) a cui seguono due pareggi (contro Sampdoria e Udinese). Dopo la sconfitta contro la Roma, i bianconeri ottengono un pareggio (contro il Genoa) e una vittoria (contro il Catania); a queste seguono due sconfitte (5-1 contro il Milan e 1-0 contro la Fiorentina), alle quali la squadra risponderà con due vittorie (contro Lazio e Bologna). A ciò seguono due ulteriori sconfitte, contro Chievo e Torino, e quindi le due vittorie contro Napoli e Palermo. Dopo le sconfitte (entrambe per 3-0) contro Inter e Juventus, il Siena termina il campionato pareggiando per 1-1 a Reggio Calabria.
In Coppa Italia il Siena inizia dal quarto turno, scontrandosi contro l'AlbinoLeffe e vincendo per 4-0. La Robur viene tuttavia eliminata dalla competizione nel terzo turno, nel quale viene sconfitta per 3-0 dall'Empoli.

## Divise e sponsor
Nella stagione 2008-2009 lo sponsor tecnico è Umbro, mentre lo sponsor ufficiale è Monte dei Paschi di Siena. La divisa casalinga presenta la classica maglia a righe bianco-nere, pantaloncini bianchi e calzettoni neri. Quella da trasferta è interamente rossa mentre la terza blu.
| Casa | Trasferta | Terza Divisa |

## Organigramma societario
Area direttiva
- Presidente: Giovanni Lombardi Stronati
- Team manager: Sandro Federico

Area tecnica
- Direttore sportivo: Manuel Gerolin
- Allenatore: Marco Giampaolo
- Allenatore in seconda: Fabio Micarelli
- Collaboratore tecnico: Roberto Bosco
- Preparatori atletici: Roberto Peressutti, Giorgio D'Urbano
- Preparatore dei portieri: Emilio Tucella

Area sanitaria
- Responsabile: Andrea Causarano
- Medici sociali: Saro Catanese
- Neuropsicofisiologo: Umberto Zerbini
- Terapista della riabilitazione: Robert Kindt
- Riabilitatore: Alberto Andorlini
- Fisioterapisti: Luciano Dati, Patrizio Cingottini

## Rosa
| N. |                          | Ruolo | Calciatore                |
| -- | ------------------------ | ----- | ------------------------- |
| 1  | Grecia (bandiera)        | P     | Dimitrios Eleftheropoulos |
| 2  | Colombia (bandiera)      | D     | Juan Camilo Zúñiga        |
| 5  | Romania (bandiera)       | C     | Paul Codrea               |
| 6  | Ghana (bandiera)         | C     | Ahmed Apimah Barusso      |
| 7  | Liechtenstein (bandiera) | A     | Mario Frick               |
| 8  | Italia (bandiera)        | C     | Simone Vergassola         |
| 9  | Argentina (bandiera)     | A     | Marcelo Larrondo          |
| 10 | Francia (bandiera)       | C     | Houssine Kharja           |
| 11 | Italia (bandiera)        | A     | Emanuele Calaiò           |
| 13 | Italia (bandiera)        | D     | Luca Rossettini           |
| 14 | Italia (bandiera)        | C     | Daniele Galloppa          |
| 15 | Portogallo (bandiera)    | D     | Gonçalo Jardim Brandão    |
| 16 | Romania (bandiera)       | D     | Cosmin Moți               |
| 17 | Italia (bandiera)        | A     | Fernando Forestieri       |
| 17 | Italia (bandiera)        | A     | Nicola Amoruso            |
| 18 | Algeria (bandiera)       | A     | Abdel Kader Ghezzal       |
| 19 | Italia (bandiera)        | D     | Lorenzo Del Prete         |
| 20 | Italia (bandiera)        | D     | Daniele Ficagna           |

| N. |                      | Ruolo | Calciatore             |
| -- | -------------------- | ----- | ---------------------- |
| 21 | Italia (bandiera)    | D     | Andrea Rossi           |
| 22 | Argentina (bandiera) | C     | Maximiliano Ré         |
| 23 | Rep. Ceca (bandiera) | C     | Lukáš Jarolím          |
| 24 | Italia (bandiera)    | D     | Nicola Belmonte        |
| 30 | Italia (bandiera)    | D     | Cristiano Del Grosso   |
| 31 | Brasile (bandiera)   | C     | Douglas Ricardo Packer |
| 32 | Italia (bandiera)    | A     | Massimo Maccarone      |
| 33 | Italia (bandiera)    | C     | Antonio Zito           |
| 46 | Italia (bandiera)    | P     | Emanuele Manitta       |
| 50 | Finlandia (bandiera) | P     | Anssi Jaakkola         |
| 55 | Italia (bandiera)    | C     | Manuel Coppola         |
| 57 | Italia (bandiera)    | C     | Mariano Romano         |
| 83 | Italia (bandiera)    | C     | Manuel Mancini         |
| 85 | Italia (bandiera)    | P     | Gianluca Curci         |
| 87 | Italia (bandiera)    | C     | Gianluca Sansone       |
| 89 | Italia (bandiera)    | P     | Mihail Ivanov          |
| 90 | Italia (bandiera)    | D     | Daniele Portanova      |

## Calciomercato

### Sessione estiva
| Acquisti | Acquisti               | Acquisti          | Acquisti     |
| R.       | Nome                   | da                | Modalità     |
| -------- | ---------------------- | ----------------- | ------------ |
| P        | Gianluca Curci         | Roma              | comproprietà |
| D        | Andrea Rossi           | Juventus          |              |
| D        | Gonçalo Jardim Brandão | Belenenses        |              |
| D        | Nicola Belmonte        | Bari              |              |
| D        | Lorenzo Del Prete      | Juventus          |              |
| D        | Juan Camilo Zúñiga     | Atlético Nacional |              |
| C        | Antonio Zito           | Taranto           |              |
| C        | Manuel Mancini         | Taranto           |              |
| C        | Daniele Galloppa       | Roma              |              |
| C        | Ahmed Barusso          | Roma              | prestito     |
| C        | Gianluca Sansone       | Pescina VG        |              |
| A        | Emanuele Calaiò        | Napoli            |              |
| A        | Abdel Ghezzal          | Crotone           |              |

| Cessioni | Cessioni         | Cessioni   | Cessioni                   |
| R.       | Nome             | a          | Modalità                   |
| -------- | ---------------- | ---------- | -------------------------- |
| P        | Artur Moraes     | Roma       |                            |
| P        | Alex Manninger   | Salisburgo |                            |
| D        | Paolo De Ceglie  | Juventus   |                            |
| D        | Simone Loria     | Roma       | definitivo (2.8 milioni €) |
| C        | Tomas Locatelli  | Mantova    |                            |
| C        | Caetano          | Crotone    |                            |
| C        | Gennaro Esposito | Gallipoli  |                            |
| A        | Enrico Chiesa    | Figline    |                            |

### Sessione invernale
| Acquisti | Acquisti         | Acquisti    | Acquisti |
| R.       | Nome             | da          | Modalità |
| -------- | ---------------- | ----------- | -------- |
| A        | Nicola Amoruso   | Torino      |          |
| A        | Marcelo Larrondo | River Plate |          |

| Cessioni | Cessioni            | Cessioni        | Cessioni |
| R.       | Nome                | a               | Modalità |
| -------- | ------------------- | --------------- | -------- |
| P        | Anssi Jaakkola      | Colligiana      |          |
| D        | Cosmin Moți         | Dinamo Bucarest |          |
| C        | Maximiliano Ré      | Colligiana      |          |
| A        | Fernando Forestieri | Vicenza         |          |

## Risultati

### Serie A

#### Girone di andata
| Arbitro: | C. Russo (Nola) |

|               |           |  |
| N. Padoin 15’ | Marcatori |  |

| Arbitro: | Dondarini (Finale Emilia) |

|                        |           |  |
| Calaiò 10’ Ghezzal 50’ | Marcatori |  |

| Arbitro: | Romeo (Verona) |

|             |           |             |
| Caserta 56’ | Marcatori | 39’ Ficagna |

| Siena 24 settembre 2008, ore 20.30 CEST 4ª giornata | Siena                        | 0 – 0 referto | Sampdoria | Stadio Artemio Franchi\| Arbitro: \| Tommasi (Bassano del Grappa) \| |
| Arbitro:                                            | Tommasi (Bassano del Grappa) |               |           |                                                                      |

| Arbitro: | Marelli (Como) |

|                           |           |            |
| Quagliarella 22’ Pepe 29’ | Marcatori | 84’ Kharja |

| Arbitro: | De Marco (Chiavari) |

|           |           |  |
| Frick 46’ | Marcatori |  |

| Arbitro: | Ayroldi (Molfetta) |

|           |           |  |
| Biava 20’ | Marcatori |  |

| Arbitro: | N. Stefanini (Prato) |

|            |           |             |
| Calaiò 75’ | Marcatori | 80’ Mascara |

| Arbitro: | Celi (Campobasso) |

|                         |           |                |
| F. Inzaghi 31’ Kaká 65’ | Marcatori | 54’ Vergassola |

| Arbitro: | Farina (Novi Ligure) |

|            |           |  |
| Kharja 76’ | Marcatori |  |

| Arbitro: | Brighi (Cesena) |

|                            |           |  |
| Zarate 58’ Rocchi 86’, 93’ | Marcatori |  |

| Arbitro: | Valeri (Roma) |

|             |           |                    |
| Ghezzal 22’ | Marcatori | 47’ (rig.) Di Vaio |

| Arbitro: | Ayroldi (Molfetta) |

|  |           |                                          |
|  | Marcatori | 83’ (rig.) Galloppa 88’ (rig.) Maccarone |

| Arbitro: | Morganti (Ascoli Piceno) |

|               |           |  |
| Maccarone 19’ | Marcatori |  |

| Arbitro: | Damato (Barletta) |

|                      |           |  |
| Maggio 61’ Denis 72’ | Marcatori |  |

| Arbitro: | Romeo (Verona) |

|                           |           |  |
| Cassani 31’ Simplício 54’ | Marcatori |  |

| Arbitro: | De Marco (Chiavari) |

|            |           |                 |
| Kharja 44’ | Marcatori | 34’, 83’ Maicon |

| Arbitro: | C. Russo (Nola) |

|               |           |  |
| Del Piero 33’ | Marcatori |  |

| Arbitro: | Giannoccaro (Lecce) |

|           |           |  |
| Frick 75’ | Marcatori |  |

#### Girone di ritorno
| Arbitro: | Candussio (Cervignano del Friuli) |

|           |           |  |
| Frick 44’ | Marcatori |  |

| Arbitro: | Ciampi (Roma) |

|                 |           |  |
| Acquafresca 37’ | Marcatori |  |

| Arbitro: | Brighi (Cesena) |

|             |           |                             |
| Ghezzal 78’ | Marcatori | 15’ Tiribocchi 55’ Castillo |

| Arbitro: | Girardi (San Donà di Piave) |

|                          |           |                              |
| Bellucci 45’ Pazzini 51’ | Marcatori | 21’ Vergassola 79’ Maccarone |

| Arbitro: | Pinzani (Empoli) |

|               |           |               |
| Maccarone 50’ | Marcatori | 72’ Di Natale |

| Arbitro: | Gava (Conegliano) |

|            |           |  |
| Taddei 50’ | Marcatori |  |

| Siena 1º marzo 2009, ore 15.00 CEST 26ª giornata | Siena             | 0 – 0 referto | Genoa | Stadio Artemio Franchi\| Arbitro: \| Damato (Barletta) \| |
| Arbitro:                                         | Damato (Barletta) |               |       |                                                           |

| Arbitro: | Peruzzo (Schio) |

|  |           |                                       |
|  | Marcatori | 10’ Maccarone 69’ Ghezzal 90’ Jarolim |

| Arbitro: | Airoldi (Molfetta) |

|               |           |                                           |
| Maccarone 62’ | Marcatori | 7’ Pirlo 48’, 79’ F.Inzaghi 55’, 78’ Pato |

| Arbitro: | Banti (Livorno) |

|          |           |  |
| Mutu 72’ | Marcatori |  |

| Arbitro: | Celi (Campobasso) |

|                          |           |  |
| Calaiò 25’ Maccarone 85’ | Marcatori |  |

| Arbitro: | Banti (Livorno) |

|               |           |                                                |
| Marazzina 20’ | Marcatori | 6’ Calaiò 11’ Portanova 62’ Ghezzal 81’ Kharja |

| Arbitro: | Rosetti (Torino) |

|  |           |                     |
|  | Marcatori | 23’, 48’ Pellissier |

| Arbitro: | Damato (Barletta) |

|             |           |  |
| 10’ Bianchi | Marcatori |  |

| Arbitro: | Ayroldi (Molfetta) |

|                          |           |         |
| Kharja 11’ Maccarone 25’ | Marcatori | 80’ Piá |

| Arbitro: | Ciampi (Roma) |

|            |           |  |
| Calaiò 60’ | Marcatori |  |

| Arbitro: | Bergonzi (Genova) |

|                                             |           |  |
| Cambiasso 44’ Balotelli 52’ Ibrahimović 76’ | Marcatori |  |

| Arbitro: | Damato (Barletta) |

|  |           |                                  |
|  | Marcatori | 18’, 89’ Del Piero 37’ Marchisio |

| Arbitro: | Scoditti (Bologna) |

|                   |           |               |
| Stuani 44’ (rig.) | Marcatori | 72’ Maccarone |

### Coppa Italia

#### Turni preliminari
| Arbitro: | N. Stefanini (Prato) |

|                                                  |           |  |
| Calaiò 6’ Portanova 50’ Kharja 68’ Maccarone 81’ | Marcatori |  |

| Arbitro: | Gava (Conegliano) |

|  |           |                      |
|  | Marcatori | 76’ (rig.), 94’ Lodi |

## Statistiche

### Statistiche di squadra
| Competizione | Punti | In casa | In casa | In casa | In casa | In casa | In casa | In trasferta | In trasferta | In trasferta | In trasferta | In trasferta | In trasferta | Totale | Totale | Totale | Totale | Totale | Totale | DR  |
| Competizione | Punti | G       | V       | N       | P       | Gf      | Gs      | G            | V            | N            | P            | Gf           | Gs           | G      | V      | N      | P      | Gf     | Gs     | DR  |
| ------------ | ----- | ------- | ------- | ------- | ------- | ------- | ------- | ------------ | ------------ | ------------ | ------------ | ------------ | ------------ | ------ | ------ | ------ | ------ | ------ | ------ | --- |
| Serie A      | 44    | 19      | 9       | 5       | 5       | 18      | 18      | 19           | 3            | 3            | 13           | 15           | 26           | 38     | 12     | 8      | 18     | 33     | 44     | -26 |
| Coppa Italia | -     | 2       | 1       | 0       | 1       | 4       | 2       | -            | -            | -            | -            | -            | -            | 2      | 1      | 0      | 1      | 4      | 2      | +2  |
| Totale       | -     | 21      | 10      | 5       | 6       | 22      | 20      | 19           | 3            | 3            | 13           | 15           | 26           | 40     | 13     | 8      | 19     | 37     | 46     | -24 |

### Andamento in campionato
| Giornata  | 1  | 2 | 3  | 4  | 5  | 6  | 7  | 8  | 9  | 10 | 11 | 12 | 13 | 14 | 15 | 16 | 17 | 18 | 19 | 20 | 21 | 22 | 23 | 24 | 25 | 26 | 27 | 28 | 29 | 30 | 31 | 32 | 33 | 34 | 35 | 36 | 37 | 38 |
| --------- | -- | - | -- | -- | -- | -- | -- | -- | -- | -- | -- | -- | -- | -- | -- | -- | -- | -- | -- | -- | -- | -- | -- | -- | -- | -- | -- | -- | -- | -- | -- | -- | -- | -- | -- | -- | -- | -- |
| Luogo     | T  | C | T  | C  | T  | C  | T  | C  | T  | C  | T  | C  | T  | C  | T  | T  | C  | T  | C  | C  | T  | C  | T  | C  | T  | C  | T  | C  | T  | C  | T  | C  | T  | C  | C  | T  | C  | T  |
| Risultato | P  | V | N  | N  | P  | V  | P  | N  | P  | V  | P  | N  | V  | V  | P  | P  | P  | P  | V  | V  | P  | P  | N  | N  | P  | N  | V  | P  | P  | V  | V  | P  | P  | V  | V  | P  | P  | N  |
| Posizione | 17 | 9 | 10 | 12 | 14 | 12 | 13 | 12 | 14 | 12 | 13 | 14 | 13 | 13 | 14 | 15 | 15 | 15 | 14 | 13 | 14 | 14 | 13 | 13 | 15 | 15 | 15 | 15 | 15 | 15 | 14 | 15 | 15 | 14 | 14 | 14 | 15 | 14 |

Legenda:

Luogo: C = Casa; T = Trasferta. Risultato: V = Vittoria; N = Pareggio; P = Sconfitta.}